# Фатич Максим Павлович
Макси́м Па́влович Фа́тич (19 червня 1990) — український боксер легшої ваги, чемпіон, фіналіст та призер національних першостей з боксу. Майстер спорту України.

## Життєпис
Народився в місті Миколаїв.
Боксерську кар'єру розпочав у 2013 році. Учасник чотирьох чемпіонатів України з боксу у легшій вазі, виборов золоту, дві срібних і бронзову медалі. Учасник чемпіонату світу з боксу 2019 року (Єкатеринбург, Росія), де в 1/16 фіналу поступився представникові Туреччини Чифтчі Батухану (0-5). Також брав участь у міжнародних боксерських змаганнях.
Виступав за напівпрофесійну боксерську команду «Українські отамани».

## Результати поєдинків WSB
| Команда               | Суперник            | Результат | Рахунок  | Дата           | Місце   | Примітки | Відео |
| --------------------- | ------------------- | --------- | -------- | -------------- | ------- | -------- | ----- |
| «Morocco Atlas Lions» | Ачраф Харрубі       | Поразка   | UD (0:3) | 6 лютого 2015  | Київ    |          |       |
| «China Dragons»       | Ху Джіангуан        | Перемога  | UD (2:1) | 30 січня 2016  | Вінниця |          |       |
| «Cuba Domadores»      | Йосбані Вейтіа Сото | Перемога  | UD (2:1) | 27 лютого 2016 | Харків  |          |       |